# 220-я истребительная авиационная дивизия
220-я истреби́тельная авиацио́нная диви́зия (220-я иад) — соединение Военно-Воздушных сил (ВВС) Вооружённых Сил РККА, принимавшее участие в боевых действиях Великой Отечественной войны.

## Наименования дивизии

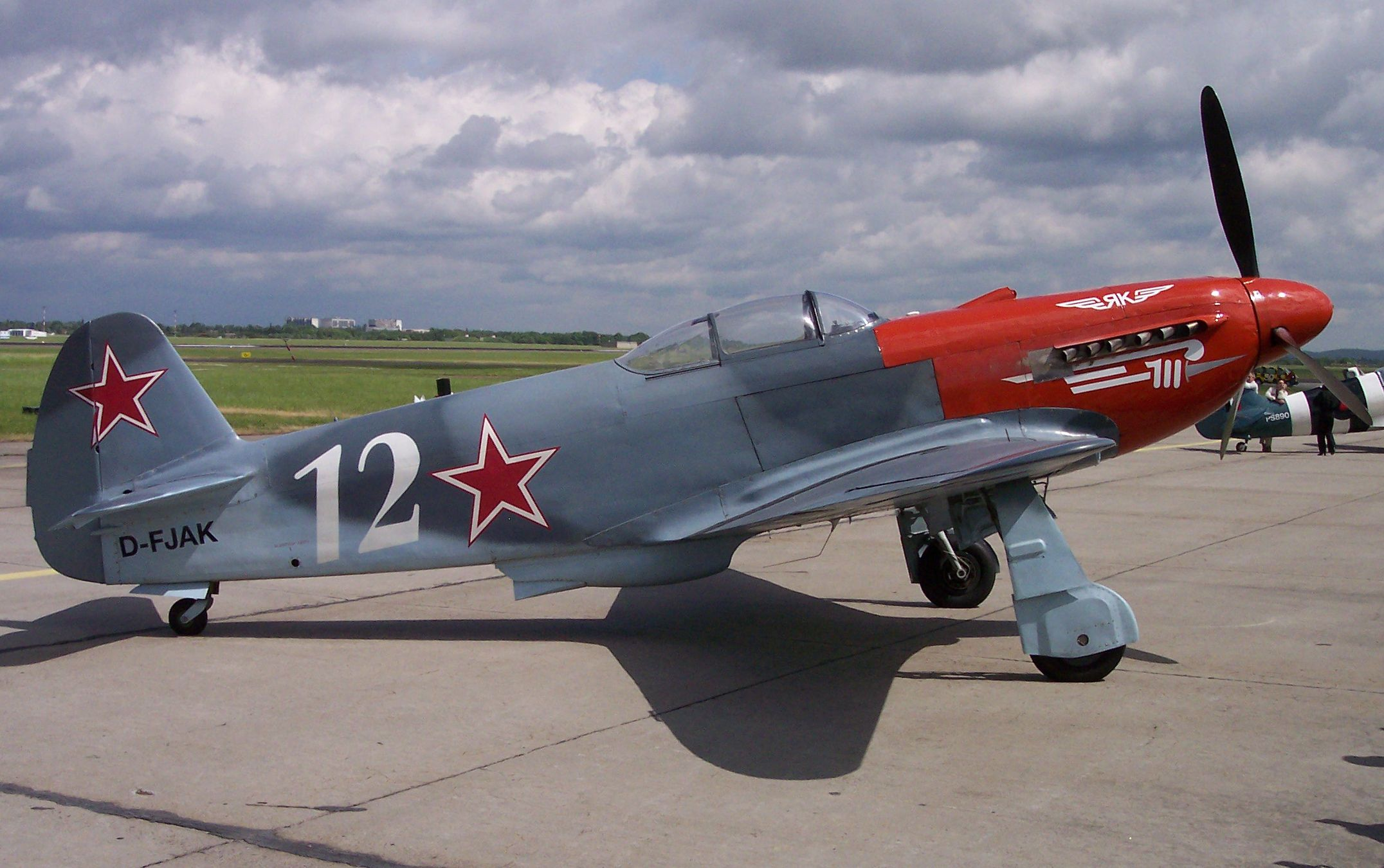
Як-3 дивизии

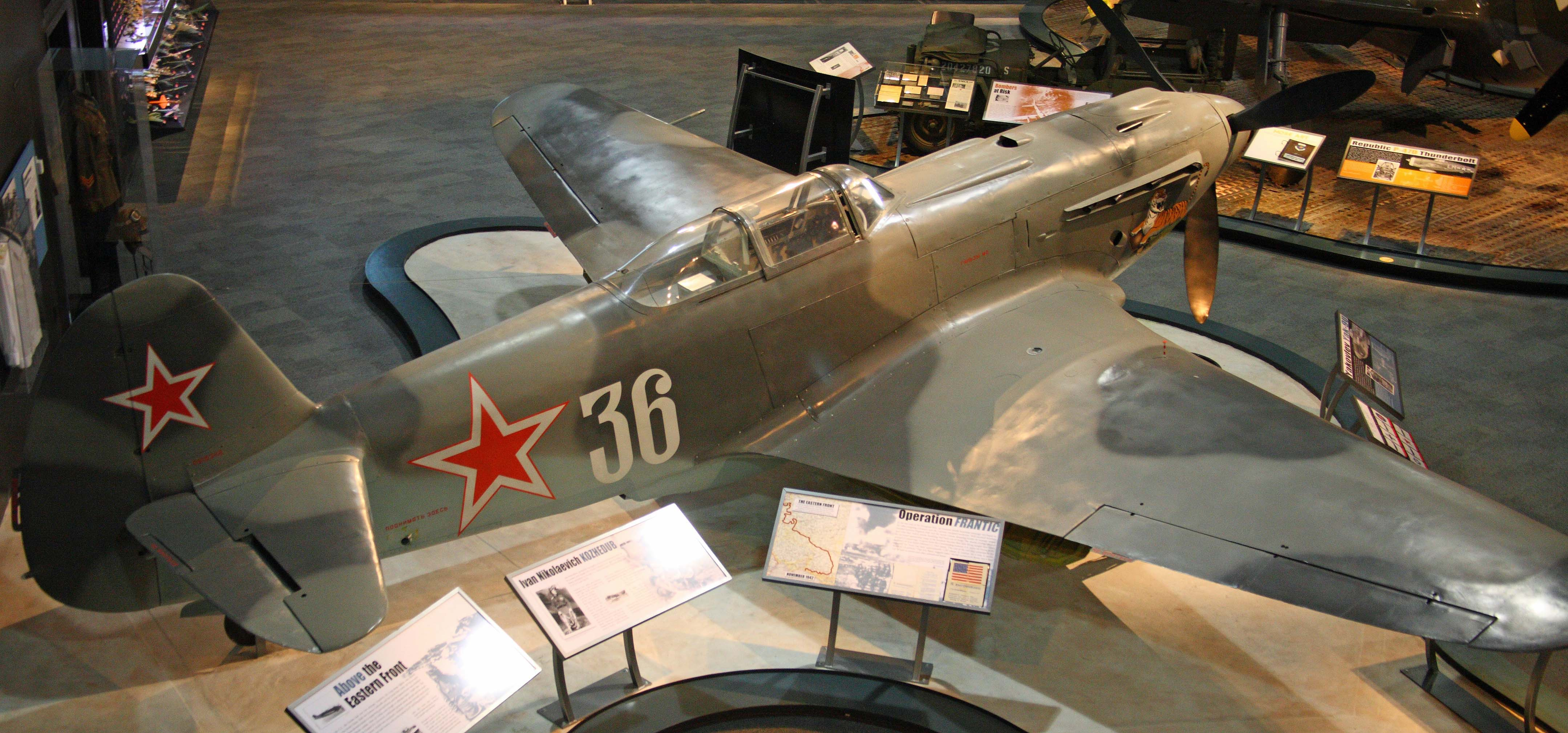
Як-9 дивизии

- 220-я истребительная авиационная дивизия
- 1-я гвардейская истребительная авиационная дивизия
- 1-я гвардейская истребительная Сталинградская авиационная дивизия
- 1-я гвардейская истребительная Сталинградская Краснознамённая авиационная дивизия
- 1-я гвардейская истребительная Сталинградско-Берлинская Краснознамённая авиационная дивизия

## Создание дивизии
220-я истребительная авиационная дивизия создана 15 мая 1942 года

## Переименование дивизии
220-я истребительная авиационная дивизия за образцовое выполнение боевых задач и проявленные при этом мужество и героизм на основании Приказа НКО СССР 3 февраля 1943 года переименована в 1-ю гвардейскую истребительную авиационную дивизию.

## В действующей армии
- с 12 мая 1942 года по 3 февраля 1943 года[2], всего 264 дня

## Командир дивизии
- Генерал-майор авиации Борман Александр Владимирович[3]. Период нахождения в должности: — со 15 мая 1942 года по 1 августа 1942 года.
- Полковник Утин Александр Васильевич[4]. Период нахождения в должности: со 2 августа 1942 года по 3 февраля 1943.

## В составе объединений
| Дата            | Фронт (округ)        | Армия                | Корпус | Примечания |
| --------------- | -------------------- | -------------------- | ------ | ---------- |
| 15.05.1942 года | Юго-Западный фронт   | ВВС фронта           | -      | -          |
| 13.06.1942 года | Юго-Западный фронт   | 16-я воздушная армия | -      | -          |
| 12.07.1942 года | Сталинградский фронт | 8-я воздушная армия  | -      | -          |
| 10.09.1942 года | Сталинградский фронт | 16-я воздушная армия | -      | -          |
| 30.09.1942 года | Донской фронт        | 16-я воздушная армия | -      | -          |
| 04.02.1943 года | Донской фронт        | 16-я воздушная армия | -      | -          |

## Части и отдельные подразделения дивизии
За весь период своего существования боевой состав дивизии претерпевал изменения, в различное время в её состав входили полки:
| Период                        | Части                                 |
| ----------------------------- | ------------------------------------- |
| 15.05.1942 г. — 20.05.1942 г. | 770-й истребительный авиационный полк |
| 15.05.1942 г. — 01.06.1942 г. | 791-й истребительный авиационный полк |
| 15.05.1942 г. — 30.05.1942 г. | 792-й истребительный авиационный полк |
| 18.05.1942 г. — 11.06.1942 г. | 429-й истребительный авиационный полк |
| 26.05.1942 г. — 06.08.1942 г. | 296-й истребительный авиационный полк |
| 29.05.1942 г. — 27.07.1942 г. | 2-й истребительный авиационный полк   |
| 29.05.1942 г. — 25.07.1942 г. | 248-й истребительный авиационный полк |
| 11.06.1942 г. — 03.08.1942 г. | 875-й истребительный авиационный полк |
| 12.06.1942 г. — 06.07.1942 г. | 754-й истребительный авиационный полк |
| 08.07.1942 г. — 22.08.1942 г. | 929-й истребительный авиационный полк |
| 20.07.1942 г. — 03.02.1943 г. | 512-й истребительный авиационный полк |
| 13.05.1942 г. — 27.11.1942 г. | 43-й истребительный авиационный полк  |
| 28.08.1942 г. — 03.02.1943 г. | 237-й истребительный авиационный полк |
| 28.08.1942 г. — 01.10.1942 г. | 867-й истребительный авиационный полк |
| 02.09.1942 г. — 02.10.1942 г. | 211-й истребительный авиационный полк |
| 02.09.1942 г. — 03.02.1943 г. | 581-й истребительный авиационный полк |
| 19.09.1942 г. — 25.11.1942 г. | 291-й истребительный авиационный полк |
| 15.01.1943 г. — 03.02.1943 г. | 739-й истребительный авиационный полк |

## Участие в операциях и битвах

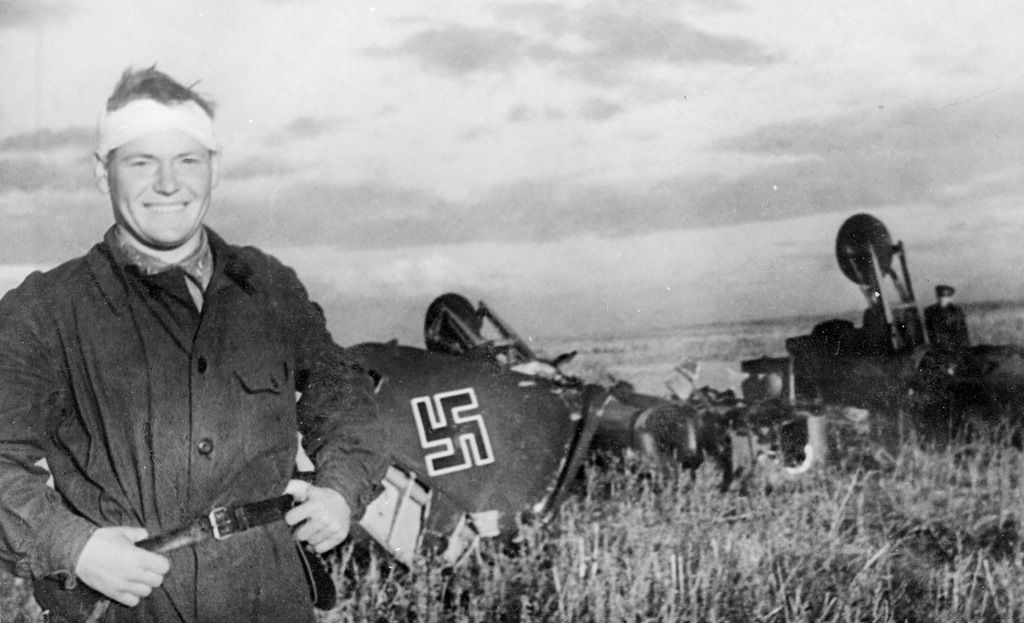
Лётчик-истребитель 237-го иап 220-й иад сержант И.М. Чумбарёв у обломков сбитого им при помощи тарана немецкого самолёта-разведчика, 1942 г.

- Харьковская операция — с 15 мая 1942 года по 29 мая 1942 года.
- Воронежско-Ворошиловградская операция — с 28 июня 1942 года по 5 июля 1942 года.
- Сталинградская битва — с 18 июля 1942 года по 2 февраля 1943 года

## Переименование частей в гвардейские
- 220-я истребительная авиационная дивизия переименована в 1-ю гвардейскую истребительную авиационную дивизию[1]
- 512-й истребительный авиационный полк переименован в 53-й гвардейский истребительный авиационный полк[1]
- 237-й истребительный авиационный полк переименован в 54-й гвардейский истребительный авиационный полк[1]
- 581-й истребительный авиационный полк переименован в 55-й гвардейский истребительный авиационный полк[1]

## Герои Советского Союза
- Моторный Иван Порфирьевич, командир 512-го истребительного авиационного полка 220-й истребительной авиадивизии 16-й воздушной армии Донского фронта, капитан, Указом Президиума Верховного Совета СССР от 28 января 1943 года удостоен звания Герой Советского Союза. Золотая Звезда № 695
- Макаров Валентин Николаевич, командир эскадрильи 512-го истребительного авиационного полка 220-й истребительной авиационной дивизии 16-й воздушной армии Донского фронта, капитан, Указом Президиума Верховного Совета СССР от 28 января 1943 года удостоен звания Герой Советского Союза. Золотая Звезда № 696.
- Семенюк Захар Владимирович, штурман 512-го истребительного авиационного полка 220-й истребительной авиационной дивизии 16-й воздушной армии Сталинградского фронта, капитан, Указом Президиума Верховного Совета СССР от 28 января 1943 года удостоен звания Герой Советского Союза. Золотая Звезда № 697